# 248 (numero)
Duecentoquarantotto (248) è il numero naturale dopo il 247 e prima del 249.

## Proprietà matematiche
- È un numero pari.
- È un numero composto con otto divisori: 1, 2, 4, 8, 31, 62, 124 e 248. Poiché la somma dei suoi divisori (escluso il numero stesso) è 232 < 248, è un numero difettivo.
- È un numero nontotiente.
- È un numero rifattorizzabile, essendo divisibile per il numero dei suoi divisori.
- È un numero intoccabile, non essendo la somma dei divisori propri di nessun altro numero.
- È un numero odioso.
- Può essere espresso in due modi diversi come differenza di due quadrati: 248=332-292=632-612.
- Il gruppo di Lie E8 ha dimensione 248.
- È parte delle terne pitagoriche (186, 248, 310), (248, 465, 527), (248, 945, 977), (248, 1914, 1930), (248, 3840, 3848), (248, 7686, 7690), (248, 15375, 15377).
- È un numero palindromo nel sistema di numerazione posizionale a base 13 (161).
- È un numero congruente.

## Astronomia
- 248P/Gibbs è una cometa periodica del sistema solare.
- 248 Lameia è un asteroide della fascia principale del sistema solare.
- NGC 248 è una nebulosa diffusa della costellazione del Tucano.

## Astronautica
- Cosmos 248 è un satellite artificiale russo.

## Altri ambiti
- +248 è il prefisso telefonico internazionale delle Seychelles.
- È il numero di mitzvah positivi nei 613 mitzvòt presenti nella Torah, ognuno dei quali equivale secondo la tradizione ebraica ad un organo del corpo umano.